# Unterrettenbach (Gemeinde Sinabelkirchen)
Unterrettenbach ist eine Ortschaft und Katastralgemeinde der Gemeinde Sinabelkirchen in der Steiermark.
Die Katastralgemeinde ist 573,53 ha groß, die Ortschaft hat 343 Einwohner (Stand: 1. Jänner 2024). Zur Ortschaft gehören außerdem die Unterorte Forstberg, Kliem und Stallbach.

## Geschichte
Laut Adressbuch von Österreich waren im Jahr 1938 in Unterrettenbach ein Landesproduktehändler, eine Schneiderin, ein Schuster und zahlreiche Landwirte ansässig.